# F14 CADC
F14 CADC (F-14A Central Air Data Computer) – mikroprocesor zaprojektowany przez Steve’a Gellera i Raya Holta na potrzeby US Navy do myśliwca F-14 Tomcat.
Pierwsze egzemplarze tego układu powstały już w czerwcu 1970, czyli ponad 12 miesięcy wcześniej, niż pierwszy mikroprocesor Intela 4004, który powszechnie uznaje się za pierwszy na świecie mikroprocesor, niemniej z powodu tajemnicy wojskowej istnienie F-14 CADC zostało ujawnione dopiero w 1998.
W porównaniu z układem Intela, który był prostym, 4-bitowym procesorem, F-14 CADC był niezwykle zaawansowanym, 20-bitowym układem z techniką potokową.